# Unione Sportiva Catanzaro 1929 2024-2025
Questa voce raccoglie le informazioni riguardanti l'Unione Sportiva Catanzaro nelle competizioni ufficiali della stagione 2024-2025.

## Stagione
La stagione 2024-2025 sarà per il Catanzaro la 30ª partecipazione nella seconda serie del Campionato italiano di calcio.
Il 28 giugno 2024, la società raggiunge un accordo con il mister Vincenzo Vivarini per la risoluzione consensuale del contratto, mentre il 3 luglio viene ufficializzato Fabio Caserta come nuovo tecnico.
Il ritiro precampionato si è tenuto a Morgex, in Valle d'Aosta, dal 21 luglio al 5 agosto 2024.
L'esordio stagionale è stato il 10 agosto 2024, nei trentaduesimi di Coppa Italia in casa dell' Empoli; l'incontro è terminato 4 a 1 per i toscani, eliminando i giallorossi dalla competizione; il debutto in campionato, invece, è avvenuto il 18 agosto, nella partita contro il Sassuolo, terminata 1 a 1.

## Organigramma societario
Area direttiva
- Presidente: Floriano Noto[12]
- Direttore generale: Paolo Morganti[13]

Collegio Sindacale
- Presidente: Francesco Muraca
- Sindaco: Luciano Pirrò, Caterina Caputo
- Supplenti: Andrea Aceto, Francesco Leone

Area Sanitaria
- Responsabili Staff Medico: Dott. Giuseppe Bova
- Medici Sociali: Dott. Maurizio Caglioti, Dott. Giuseppe Stillo[14]
- Osteopata: Felisiano Villani
- Fisioterapista: Bruno Berardocco

Area comunicazione e marketing
- Responsabile Marketing: Salvatore Maiore
- Responsabile Comunicazione: Davide Lamanna
- Fotografo ufficiale: Luigi Silipo

Area organizzativa
- Segretario generale: Nazario Sauro
- Team Manager: Antonino Scimone[15][16]

Area tecnica
- Direttore sportivo: Ciro Polito[18][19]
- Allenatore: Fabio Caserta[19]
- Allenatore in seconda: Salvatoe Accursi
- Allenatore Portieri: Fabrizio Lorieri[20]
- Preparatore Atletico: Cristian Bella[9]
- Match analyst: Massimo Carcarino
- Collaboratore tecnico: Raffaele Talotta

## Divise e sponsor
Per la stagione 2024/2025 i Main Sponsor del Catanzaro saranno Master Coop e Cupra Autoionà, il Back Sponsor sarà Principe srl, mentre lo sponsor tecnico sarà EYE Sport. La BCC Calabria Ulteriore è lo sleeve sponsor; lo sponsor per i pantaloncini è Fresco Sorriso.
| Casa | Trasferta | Terza divisa | Portiere |

## Rosa
Tratto dal sito ufficiale della società e della Lega Serie B.

In corsivo i calciatori ceduti a stagione in corso.

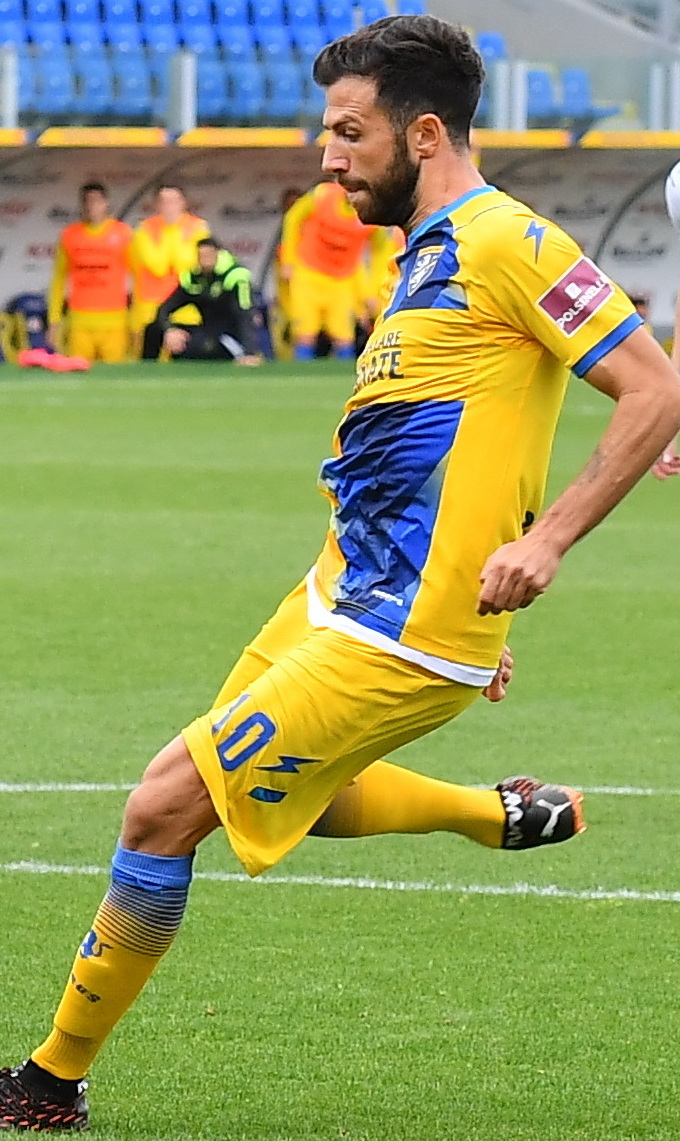
Pietro Iemmello, capitano dei giallorossi.

Rosa aggiornata al 3 febbraio 2025
| N. |                    | Ruolo | Calciatore          |
| -- | ------------------ | ----- | ------------------- |
| 1  | Italia (bandiera)  | P     | Andrea Dini         |
| 2  | Italia (bandiera)  | D     | Marcello Piras      |
| 3  | Italia (bandiera)  | D     | Riccardo Turicchia  |
| 3  | Italia (bandiera)  | D     | Giacomo Quagliata   |
| 4  | Brasile (bandiera) | D     | Matias Antonini     |
| 6  | Italia (bandiera)  | D     | Federico Bonini     |
| 7  | Italia (bandiera)  | A     | Mattia Compagnon    |
| 8  | Grecia (bandiera)  | C     | Īlias Koutsoupias   |
| 8  | Romania (bandiera) | C     | Rareș Ilie          |
| 9  | Italia (bandiera)  | A     | Pietro Iemmello ()  |
| 10 | Italia (bandiera)  | C     | Jacopo Petriccione  |
| 14 | Italia (bandiera)  | D     | Stefano Scognamillo |
| 17 | Italia (bandiera)  | A     | Enrico Brignola     |
| 19 | Italia (bandiera)  | A     | Andrea La Mantia    |
| 20 | Italia (bandiera)  | C     | Simone Pontisso     |
| 21 | Italia (bandiera)  | C     | Marco Pompetti      |
| 22 | Italia (bandiera)  | P     | Mirko Pigliacelli   |
| 23 | Italia (bandiera)  | D     | Nicolò Brighenti    |

| N. |                     | Ruolo | Calciatore              |
| -- | ------------------- | ----- | ----------------------- |
| 24 | Italia (bandiera)   | C     | Riccardo Pagano         |
| 25 | Italia (bandiera)   | P     | Ludovico Gelmi          |
| 27 | Italia (bandiera)   | D     | Andrea Ceresoli         |
| 28 | Italia (bandiera)   | A     | Tommaso Biasci          |
| 29 | Senegal (bandiera)  | A     | Demba Seck              |
| 32 | Slovenia (bandiera) | D     | Luka Krajnc             |
| 34 | Austria (bandiera)  | D     | Philipp Breit           |
| 40 | Italia (bandiera)   | A     | Gabriel Rafele          |
| 45 | Italia (bandiera)   | A     | Nicolò Buso             |
| 61 | Italia (bandiera)   | C     | Francesco Karol Maiolo  |
| 63 | Italia (bandiera)   | A     | Gabriel Giacinto Rafele |
| 70 | Italia (bandiera)   | A     | Marco D'Alessandro      |
| 77 | Italia (bandiera)   | A     | Giovanni Volpe          |
| 80 | Senegal (bandiera)  | C     | Mamadou Coulibaly       |
| 84 | Italia (bandiera)   | D     | Tommaso Cassandro       |
| 90 | Italia (bandiera)   | A     | Filippo Pittarello      |
| 92 | Croazia (bandiera)  | A     | Mario Šitum             |
| 99 | Italia (bandiera)   | P     | Edoardo Borrelli        |

## Calciomercato

### Sessione estiva(dal 1º/7 al 30/8)
| Acquisti         | Acquisti           | Acquisti           | Acquisti      |
| R.               | Nome               | da                 | Modalità      |
| ---------------- | ------------------ | ------------------ | ------------- |
| P                | Mirko Pigliacelli  | Palermo            | definitivo    |
| P                | Andrea Dini        | Crotone            | definitivo    |
| D                | Federico Bonini    | Virtus Entella     | prestito      |
| D                | Riccardo Turicchia | Juventus Next Gen  | prestito      |
| D                | Andrea Ceresoli    | Atalanta U23       | prestito      |
| D                | Tommaso Cassandro  | Como               | prestito      |
| D                | Philipp Breit      | SPAL               | prestito      |
| C                | Umberto Morleo     | Juventus Next Gen  | definitivo    |
| C                | Īlias Koutsoupias  | Benevento          | definitivo    |
| C                | Riccardo Pagano    | Roma               | prestito      |
| C                | Mamadou Coulibaly  | Salernitana        | definitivo    |
| A                | Mattia Compagnon   | Juventus Next Gen  | prestito      |
| A                | Giovanni Volpe     | Potenza            | definitivo    |
| A                | Alessio Curcio     | Casertana          | fine prestito |
| A                | Filippo Pittarello | Cittadella         | prestito      |
| A                | Demba Seck         | Torino             | prestito      |
| A                | Nicolò Buso        | Lecco              | prestito      |
| A                | Marco D'Alessandro | Monza              | definitivo    |
| A                | Andrea La Mantia   | SPAL               | prestito      |
| Altre operazioni |                    |                    |               |
| R.               | Nome               | da                 | Modalità      |
| P                | Alfonso Rizzuto    | Lentigione         | fine prestito |
| D                | Rocco Scavone      | Vibonese           | fine prestito |
| D                | Marcello Piras     | Sarrabus Ogliastra | fine prestito |
| D                | Emanuele Ozawje    | Legnano            | fine prestito |

| Cessioni         | Cessioni           | Cessioni     | Cessioni      |
| R.               | Nome               | a            | Modalità      |
| ---------------- | ------------------ | ------------ | ------------- |
| P                | Andrea Fulignati   | Cremonese    | prestito      |
| P                | Andrea Sala        | Crotone      | definitivo    |
| D                | Davide Veroli      | Cagliari     | fine prestito |
| D                | Kevin Miranda      | Sassuolo     | fine prestito |
| C                | Andrea Ghion       | Sassuolo     | fine prestito |
| C                | Luca D'Andrea      | Sassuolo     | fine prestito |
| C                | Jari Vandeputte    | Cremonese    | prestito      |
| C                | Andrea Oliveri     | Atalanta U23 | fine prestito |
| C                | Luca Verna         | Catania      | definitivo    |
| C                | Dīmītrios Sounas   | Avellino     | definitivo    |
| A                | Giuseppe Ambrosino | Napoli       | fine prestito |
| A                | Matteo Stoppa      | Sampdoria    | fine prestito |
| A                | Alfredo Donnarumma | Ternana      | fine prestito |
| A                | Alessio Curcio     | Ternana      | definitivo    |
| Altre operazioni |                    |              |               |
| R.               | Nome               | da           | Modalità      |
| P                | Alfonso Rizzuto    | Pompei       | prestito      |
| D                | Rocco Scavone      | Locri        | definitivo    |
| C                | Umberto Morleo     | Messina      | prestito      |
| C                | Moussa Bamba       | Enna         | definitivo    |

### Sessione invernale(dal 2/1 al 3/2)
| Acquisti | Acquisti          | Acquisti     | Acquisti |
| R.       | Nome              | da           | Modalità |
| -------- | ----------------- | ------------ | -------- |
| P        | Ludovico Gelmi    | Atalanta U23 | prestito |
| D        | Giacomo Quagliata | Cremonese    | prestito |
| C        | Rareș Ilie        | Nizza        | prestito |

| Cessioni | Cessioni           | Cessioni          | Cessioni      |
| R.       | Nome               | a                 | Modalità      |
| -------- | ------------------ | ----------------- | ------------- |
| P        | Andrea Dini        | Catania           | definitivo    |
| D        | Marcello Piras     | Crotone           | prestito      |
| D        | Riccardo Turicchia | Juventus Next Gen | fine prestito |
| D        | Andrea Ceresoli    | Atalanta U23      | fine prestito |
| C        | Īlias Koutsoupias  | Frosinone         | prestito      |
| A        | Giovanni Volpe     | Audace Cerignola  | prestito      |
| A        | Enrico Brignola    | Ternana           | definitivo    |

### Operazioni esterne alle sessioni
| Acquisti | Acquisti | Acquisti | Acquisti |
| R.       | Nome     | da       | Modalità |
| -------- | -------- | -------- | -------- |

| Cessioni | Cessioni    | Cessioni | Cessioni   |
| R.       | Nome        | a        | Modalità   |
| -------- | ----------- | -------- | ---------- |
| D        | Luka Krajnc | Maribor  | definitivo |

## Risultati

### Serie B

#### Girone di andata
| Arbitro: | Piccinini (Forlì) |

|              |           |                |
| Pontisso 53’ | Marcatori | 38’ Mulattieri |

| Catanzaro 25 agosto 2024, ore 20:30 CEST 2ª giornata | Catanzaro      | 0 – 0 referto | Juve Stabia | Stadio Nicola Ceravolo (11 788 spett.)\| Arbitro: \| Rutella (Enna) \| |
| Arbitro:                                             | Rutella (Enna) |               |             |                                                                        |

| Arbitro: | Collu (Cagliari) |

|                      |           |  |
| Kargbo 18’ Adamo 47’ | Marcatori |  |

| Arbitro: | Perenzoni (Rovereto) |

|                                      |           |           |
| Biasci 34’ Iemmello 45’ Pontisso 53’ | Marcatori | 44’ Bouah |

| Cittadella 14 settembre 2024, ore 15:00 CEST 5ª giornata | Cittadella         | 0 – 0 referto | Catanzaro | Stadio Piercesare Tombolato (3 872 spett.)\| Arbitro: \| Feliciani (Teramo) \| |
| Arbitro:                                                 | Feliciani (Teramo) |               |           |                                                                                |

| Arbitro: | Pezzuto (Lecce) |

|               |           |                             |
| Compagnon 28’ | Marcatori | 5’ Castagnetti 88’ Barbieri |

| Salerno 29 settembre 2024, ore 15:00 CEST 7ª giornata | Salernitana        | 0 – 0 referto | Catanzaro | Stadio Arechi (14 932 spett.)\| Arbitro: \| Marinelli (Tivoli) \| |
| Arbitro:                                              | Marinelli (Tivoli) |               |           |                                                                   |

| Arbitro: | Collu (Cagliari) |

|                         |           |                        |
| Šitum 25’ La Mantia 89’ | Marcatori | 34’ Abiuso 56’ Idrissi |

| Arbitro: | Colombo (Como) |

|            |           |              |
| Dorval 30’ | Marcatori | 74’ Iemmello |

| Arbitro: | Santoro (Messina) |

|                                      |           |  |
| Pontisso 5’ Iemmello 24’, 41’ (rig.) | Marcatori |  |

| Pisa 29 ottobre 2024, ore 20:30 CEST 11ª giornata | Pisa                 | 0 – 0 referto | Catanzaro | Stadio Arena Garibaldi-Romeo Anconetani (7 859 spett.)\| Arbitro: \| Perenzoni (Rovereto) \| |
| Arbitro:                                          | Perenzoni (Rovereto) |               |           |                                                                                              |

| Catanzaro 2 novembre 2024, ore 15:00 CEST 12ª giornata | Catanzaro       | 0 – 0 referto | Frosinone | Stadio Nicola Ceravolo (13 619 spett.)\| Arbitro: \| Sozza (Seregno) \| |
| Arbitro:                                               | Sozza (Seregno) |               |           |                                                                         |

| Arbitro: | Prontera (Bologna) |

|                         |           |                           |
| Portanova 25’ Gondo 31’ | Marcatori | 41’ Pompetti 75’ Iemmello |

| Arbitro: | Monaldi (Porto Recanati) |

|                       |           |                    |
| Iemmello 26’ Buso 79’ | Marcatori | 7’, 65’ Bragantini |

| Arbitro: | Tremolada (Vaprio d'Adda) |

|                                            |           |                               |
| Sekulov 42’ Tutino 58’ (rig.) Leonardi 90’ | Marcatori | 53’, 67’ (rig.), 70’ Iemmello |

| Arbitro: | Perri (Roma) |

|                         |           |               |
| Biasci 43’ Bonini 90+8’ | Marcatori | 20’ Bjarnason |

| Arbitro: | Arena (Torre del Greco) |

|              |           |                        |
| Nikolaou 32’ | Marcatori | 3’ Biasci 82’ Pompetti |

| Arbitro: | Marchetti (Ostia) |

|  |           |                 |
|  | Marcatori | 18’ F. Esposito |

| Arbitro: | Aureliano (Bologna) |

|                      |           |              |
| Ciervo 90+16’ (rig.) | Marcatori | 80’ Pompetti |

### Coppa Italia

#### Turni eliminatori
| Arbitro: | Arena (Torre del Greco) |

|                                                   |           |            |
| Fazzini 8’ 90+3’ L. Colombo 48’ Seb. Esposito 56’ | Marcatori | 13’ Bonini |

## Statistiche

### Statistiche di squadra
Statistiche aggiornate al 7 aprile 2025
| Competizione | Punti | In casa | In casa | In casa | In casa | In casa | In casa | In trasferta | In trasferta | In trasferta | In trasferta | In trasferta | In trasferta | Totale | Totale | Totale | Totale | Totale | Totale | DR |
| Competizione | Punti | G       | V       | N       | P       | Gf      | Gs      | G            | V            | N            | P            | Gf           | Gs           | G      | V      | N      | P      | Gf     | Gs     | DR |
| ------------ | ----- | ------- | ------- | ------- | ------- | ------- | ------- | ------------ | ------------ | ------------ | ------------ | ------------ | ------------ | ------ | ------ | ------ | ------ | ------ | ------ | -- |
| Serie B      | 48    | 18      | 7       | 8       | 3       | 29      | 19      | 17           | 3            | 10           | 4            | 18           | 24           | 35     | 10     | 18     | 7      | 47     | 43     | +4 |
| Coppa Italia | -     | 0       | 0       | 0       | 0       | 0       | 0       | 1            | 0            | 0            | 1            | 1            | 4            | 1      | 0      | 0      | 1      | 1      | 4      | -3 |
| Totale       | -     | 18      | 7       | 8       | 3       | 29      | 19      | 18           | 3            | 10           | 5            | 19           | 28           | 36     | 10     | 18     | 8      | 48     | 47     | +1 |

### Andamento in campionato
| Giornata  | 1  | 2  | 3  | 4  | 5  | 6  | 7  | 8  | 9  | 10 | 11 | 12 | 13 | 14 | 15 | 16 | 17 | 18 | 19 | 20 | 21 | 22 | 23 | 24 | 25 | 26 | 27 | 28 | 29 | 30 | 31 | 32 | 33 | 34 | 35 | 36 | 37 | 38 |
| --------- | -- | -- | -- | -- | -- | -- | -- | -- | -- | -- | -- | -- | -- | -- | -- | -- | -- | -- | -- | -- | -- | -- | -- | -- | -- | -- | -- | -- | -- | -- | -- | -- | -- | -- | -- | -- | -- | -- |
| Luogo     | C  | C  | T  | C  | T  | C  | T  | C  | T  | C  | T  | C  | T  | C  | T  | C  | T  | C  | T  | C  | T  | C  | T  | C  | T  | C  | T  | C  | T  | C  | T  | C  | T  | T  | C  | T  | C  | T  |
| Risultato | N  | N  | P  | V  | N  | P  | N  | N  | N  | V  | N  | N  | N  | N  | N  | V  | V  | P  | N  | V  | N  | N  | V  | V  | N  | V  | V  | N  | P  | V  | P  | N  | N  |    | P  | P  |    |    |
| Posizione | 13 | 15 | 18 | 12 | 13 | 16 | 16 | 16 | 16 | 11 | 11 | 11 | 11 | 11 | 11 | 9  | 8  | 8  | 7  | 5  | 6  | 7  | 6  | 5  | 5  | 5  | 4  | 4  | 5  | 5  | 5  | 6  | 6  |    | 7  | 7  |    |    |

Fonte: Lega Serie B
Legenda:

Luogo: N = Campo neutro; C = Casa; T = Trasferta. Risultato: V = Vittoria; N = Pareggio; S = Sconfitta.
- = Turno di riposo.

### Statistiche dei giocatori
In corsivo i calciatori ceduti a stagione in corso.
| Giocatore       | Serie B  | Serie B | Serie B     | Serie B    | Coppa Italia | Coppa Italia | Coppa Italia | Coppa Italia | Totale   | Totale | Totale      | Totale     |
| Giocatore       | Presenze | Reti    | Ammonizioni | Espulsioni | Presenze     | Reti         | Ammonizioni  | Espulsioni   | Presenze | Reti   | Ammonizioni | Espulsioni |
| --------------- | -------- | ------- | ----------- | ---------- | ------------ | ------------ | ------------ | ------------ | -------- | ------ | ----------- | ---------- |
| M. Antonini     | 17       | 0       | 3           | 0          | 0            | 0            | 0            | 0            | 17       | 0      | 3           | 0          |
| T. Biasci       | 20       | 3       | 1           | 0          | 1            | 0            | 0            | 0            | 21       | 3      | 1           | 0          |
| F. Bonini       | 24       | 5       | 3           | 0          | 1            | 1            | 0            | 0            | 25       | 6      | 3           | 0          |
| E. Borrelli     | 0        | -0      | 0           | 0          | 0            | -0           | 0            | 0            | 0        | -0     | 0           | 0          |
| P. Breit        | 0        | 0       | 0           | 0          | 0            | 0            | 0            | 0            | 0        | 0      | 0           | 0          |
| N. Brighenti    | 20       | 0       | 7           | 0          | 1            | 0            | 0            | 0            | 21       | 0      | 7           | 0          |
| E. Brignola     | 6        | 0       | 2           | 0          | 0            | 0            | 0            | 0            | 6        | 0      | 2           | 0          |
| N. Buso         | 15       | 1       | 1           | 0          | 0            | 0            | 0            | 0            | 15       | 1      | 1           | 0          |
| T. Cassandro    | 16       | 1       | 1           | 0          | 0            | 0            | 0            | 0            | 16       | 1      | 1           | 0          |
| A. Ceresoli     | 7        | 0       | 1           | 0          | 0            | 0            | 0            | 0            | 7        | 0      | 1           | 0          |
| M. Compagnon    | 18       | 2       | 2           | 0          | 0            | 0            | 0            | 0            | 18       | 2      | 2           | 0          |
| C. Corradi      | 0        | 0       | 0           | 0          | 0            | 0            | 0            | 0            | 0        | 0      | 0           | 0          |
| M. Coulibaly    | 14       | 0       | 4           | 0          | 1            | 0            | 0            | 0            | 15       | 0      | 4           | 0          |
| M. D'Alessandro | 13       | 0       | 0           | 0          | 0            | 0            | 0            | 0            | 13       | 0      | 0           | 0          |
| A. Dini         | 0        | -0      | 0           | 0          | 0            | -0           | 0            | 0            | 0        | -0     | 0           | 0          |
| L. Gelmi        | 0        | -0      | 0           | 0          | 0            | -0           | 0            | 0            | 0        | -0     | 0           | 0          |
| P. Iemmello     | 23       | 12      | 4           | 0          | 1            | 0            | 0            | 0            | 24       | 12     | 4           | 0          |
| R. Ilie         | 1        | 0       | 1           | 0          | 0            | 0            | 0            | 0            | 1        | 0      | 1           | 0          |
| Ī. Koutsoupias  | 11       | 0       | 1           | 0          | 0            | 0            | 0            | 0            | 11       | 0      | 1           | 0          |
| L. Krajnc       | 1        | 0       | 0           | 0          | 0            | 0            | 0            | 0            | 1        | 0      | 0           | 0          |
| A. La Mantia    | 10       | 1       | 1           | 0          | 0            | 0            | 0            | 0            | 10       | 1      | 1           | 0          |
| F.K. Maiolo     | 0        | 0       | 0           | 0          | 1            | 0            | 0            | 0            | 1        | 0      | 0           | 0          |
| R. Pagano       | 14       | 0       | 1           | 0          | 1            | 0            | 0            | 0            | 15       | 0      | 1           | 0          |
| J. Petriccione  | 21       | 0       | 5           | 0          | 1            | 0            | 0            | 0            | 22       | 0      | 5           | 0          |
| M. Pigliacelli  | 25       | -26     | 2           | 0          | 1            | -4           | 0            | 0            | 26       | -30    | 2           | 0          |
| M. Piras        | 0        | 0       | 0           | 0          | 0            | 0            | 0            | 0            | 0        | 0      | 0           | 0          |
| F. Pittarello   | 23       | 0       | 4           | 0          | 1            | 0            | 0            | 0            | 24       | 0      | 4           | 0          |
| M. Pompetti     | 21       | 3       | 1           | 2          | 1            | 0            | 0            | 0            | 22       | 3      | 1           | 2          |
| S. Pontisso     | 22       | 3       | 4           | 0          | 1            | 0            | 1            | 0            | 23       | 3      | 5           | 0          |
| G. Quagliata    | 4        | 1       | 0           | 0          | 0            | 0            | 0            | 0            | 4        | 1      | 0           | 0          |
| G. Rafele       | 0        | 0       | 0           | 0          | 0            | 0            | 0            | 0            | 0        | 0      | 0           | 0          |
| S. Scognamillo  | 21       | 0 (1)   | 5           | 0          | 1            | 0            | 1            | 0            | 22       | 0      | 6           | 0          |
| D. Seck         | 14       | 0       | 1           | 0          | 0            | 0            | 0            | 0            | 14       | 0      | 1           | 0          |
| M. Šitum        | 16       | 1       | 1           | 0          | 1            | 0            | 0            | 0            | 17       | 1      | 1           | 0          |
| R. Turicchia    | 1        | 0       | 0           | 0          | 1            | 0            | 0            | 0            | 2        | 0      | 0           | 0          |
| G. Volpe        | 2        | 0       | 0           | 0          | 1            | 0            | 0            | 0            | 3        | 0      | 0           | 0          |

## Giovanili
Tratto dal sito ufficiale della società.

### Organigramma
Area direttiva
- Responsabile Gestione Aziendale: Frank Mario Santacroce
- Responsabile del settore giovanile: Carmelo Moro
- Responsabile Tecnico e Scouting: Massimo Bava
- Responsabile Area Portieri: Francesco Parrotta
- Responsabile Attività di base: Salvatore Ferreri

Allievi Nazionali Under-16
- Allenatore: Giulio Spader[133]
- Collaboratore tecnico: Simone Mirarchi
- Preparatore dei portieri: Amedeo Amelio
- Preparatore Atletico: Marco De Siena
- Dirigente accompagnatore: Maurizio Bellacoscia
- Allenatore:

Primavera 3
- Allenatore: Massimo Costantino
- Collaboratore tecnico: Francesco Morello
- Preparatore atletico: Antonio Raione[134]
- Preparatore dei portieri: Francesco Parrotta
- Dirigente accompagnatore: Pierpaolo Vallone

Giovanissimi Nazionali Under-15
- Allenatore: Mario Pezzano[133]
- Preparatore atletico: Vincenzo Grisolia
- Preparatore dei portieri: Gianfranco Fristachi
- Dirigente accompagnatore: Angelo Tavano, Domenico Cosco

Allievi Nazionali Under-17
- Allenatore: Rosario Salerno[133]
- Collaboratore tecnico: Alfredo Guido
- Preparatore dei portieri: Francesco Parrotta
- Preparatore Atletico: Natalino Cavalcante
- Dirigente accompagnatore: Francesco Lamanna

Giovanissimi Professionisti Under-14
- Allenatore: Massimo Cirillo[133]

Esordienti Professionisti Under-13
- Allenatore: Luigi Gemelli[134][135][136]